# Myszoryjek norowy
Myszoryjek norowy (Myosorex gnoskei) – endemiczny gatunek ssaka z rodziny ryjówkowatych ze wschodniej Afryki. Został opisany w 2008 roku.

## Występowanie
Występuje we wschodniej Afryce, na terenie północnej części Malawi. Myszoryjek norowy jest pierwszym przedstawicielem rodzaju Myosorex występującym w tym państwie. Holotyp został złapany w pułapkę w czerwcu 2004 roku na wysokości 2285 m n.p.m. w zaroślach obok plantacji sosny Pinus patula w granicach Parku Narodowego Nyika. Odkrycie było zaskoczeniem dla badaczy (Peterhans, Hutterer, Kaliba i Mazibuko), bowiem w rejonie Wielkich rowów wschodnich nie spodziewano się odkrycia przedstawiciela Myosorex.

## Charakterystyka
Jest jednym z najmniejszych przedstawicieli Myosorex. Mniejszy od niego jest jedynie myszoryjek samotny (M. schalleri).